# 라누세이

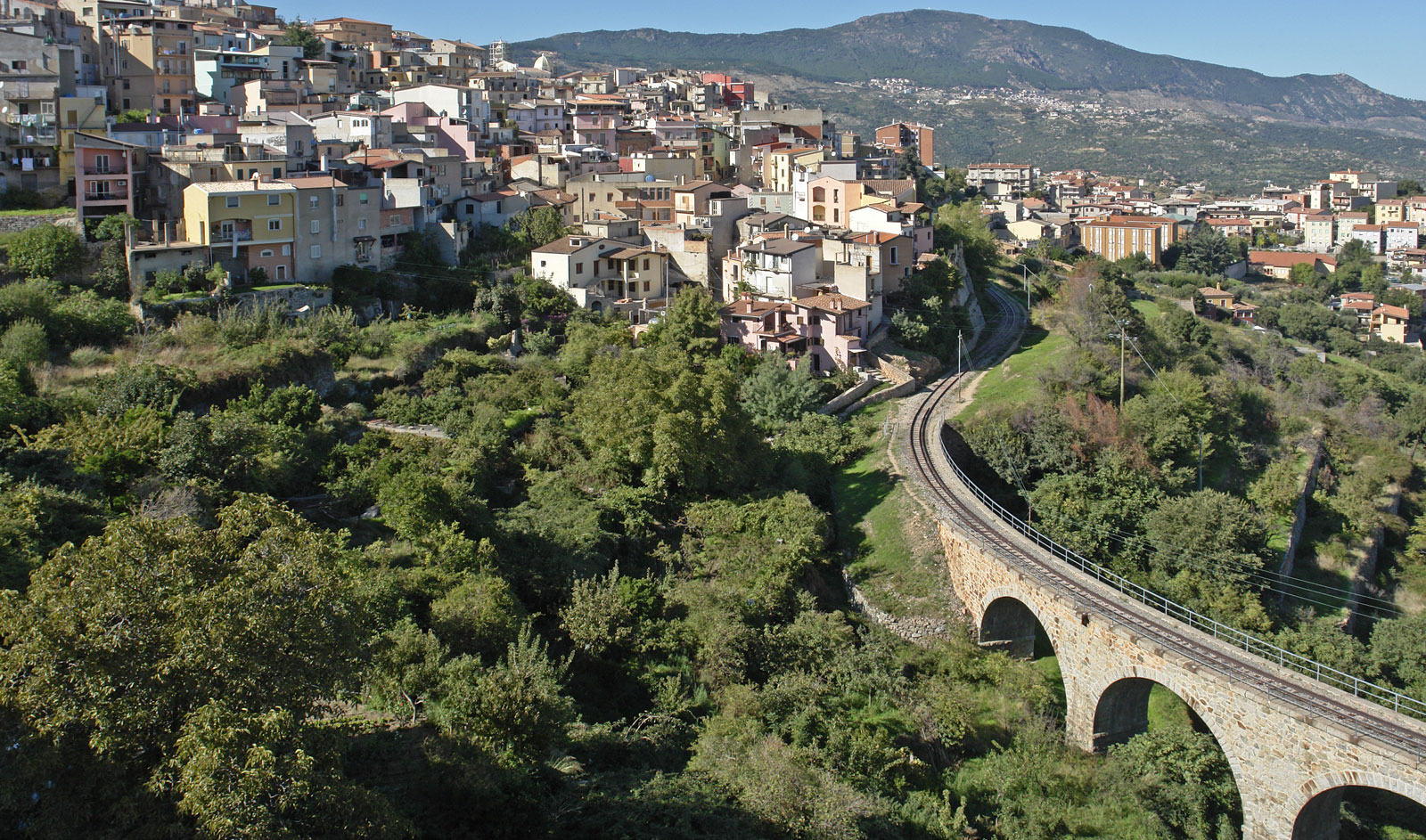
라누세이

라누세이(이탈리아어: Lanusei, 사르데냐어: Lanusèi)는 이탈리아 사르데냐주 누오로도에 위치한 코무네로 면적은 53.38km2, 높이는 595m, 인구는 5,812명(2004년 12월 31일 기준), 인구 밀도는 110명/km2이다.